# 미아 매케나브루스
미아 매케나브루스(영어: Mia McKenna-Bruce, 1997년 7월 3일 ~ )는 잉글랜드의 배우이다. 드라마 《이스트엔더스》에서 '페니' 역으로 출연했다.

## 출연 작품

### 영화
- 포스 카인드 (2009)
- 설득 (2022)
- 하우 투 해브 섹스 (2023)

### 텔레비전
| 연도 | 제목         | 원제       | 배역        | 비고                |
| ---- | ------------ | ---------- | ----------- | ------------------- |
| 2009 | 닥터스       | Doctors    | 펄 스노     | 에피소드 3회분 출연 |
| 2007 | 이스트엔더스 | EastEnders | 페니 브래닝 | 에피소드 5회분 출연 |